# Limonium chazaliei
Limonium chazaliei är en triftväxtart som först beskrevs av H.Boissieu, och fick sitt nu gällande namn av René Charles Maire. Limonium chazaliei ingår i släktet rispar, och familjen triftväxter. Inga underarter finns listade i Catalogue of Life.